# 岡田正勝
岡田 正勝（おかだ まさかつ、1922年12月8日 - 2006年3月5日）は、日本の政治家。広島県福山市出身。民社党衆議院議員。

## 略歴
昭和15年（1940年）満州国撫順工業学校土木科を卒業し、戦後中日本重工業に入社。昭和26年（1951年）三原市議会議員に当選。5期務める。昭和46年（1971年）広島県議会議員に当選。2期を務めた後、昭和54年（1979年）旧広島3区から衆議院議員総選挙に立候補し当選する。当選回数4回。平成2年（1990年）第39回衆議院議員総選挙には立候補せず、引退した。
平成5年（1993年）勲二等瑞宝章を受章。平成18年（2006年）3月5日喉頭癌のため死去。83歳だった。